# Paysonia perforata
Paysonia perforata är en korsblommig växtart som först beskrevs av Reed Clark Rollins, och fick sitt nu gällande namn av O'kane och Al-shehbaz. Paysonia perforata ingår i släktet Paysonia och familjen korsblommiga växter. Inga underarter finns listade i Catalogue of Life.